# Digitivalva reticulella
Digitivalva reticulella is een vlinder uit de familie van de koolmotten (Plutellidae). De wetenschappelijke naam is, als Tinea reticulella, voor het eerst geldig gepubliceerd in 1796 door Jacob Hübner.
De soort komt voor in Europa.